# Christian Katt
Christian Katt (* 12. November 1960 in Wien) ist ein österreichischer Dichter und bildender Künstler.

## Leben und Werk
Nach Besuch des Gymnasiums studierte  Katt in Wien u. a. Philosophie und Theaterwissenschaft. Seit Mitte der 1990er Jahre veröffentlicht er – zunächst in Literaturzeitschriften und Anthologien – literarische Texte; in den gleichen Zeitraum fällt der Beginn seiner Ausstellungstätigkeit.
Als Dichter und Künstler arbeitet Katt zumeist im Bereich der konkreten und visuellen Poesie. Gedichte von ihm wurden ins Englische, Mazedonische, Ukrainische, Kroatische, Litauische, Spanische und Polnische übersetzt.
Für seine bildnerischen Arbeiten bedient sich Christian Katt u. a. der Techniken Siebdruck, Zeichnung, Malerei und Fotografie. Die Auseinandersetzung mit Sprache in ihrer gesprochenen wie geschriebenen Form verlagert er hier beispielsweise vom (lesbaren) Text hin zur Thematisierung der „Pause“ – als u. a. den Sprechduktus und Wortsinn mitbestimmenden, sprachlosen Zwischenraum – oder auch, im Werkzyklus „schrift.durch.zeichnungen“, zur bildlichen Darstellung des Schreibvorgangs als komplexes physisch-psychisches Ereignis – etwa in Form von handschriftlich anmutenden, mehrfach übereinander gezeichneten Linien, die „als Spur auf die Bewegungen des Künstlers [...] verweisen“ (Ester Sposato-Friedrich)
Katt ist u. a. Mitglied bei der Grazer Autorinnen Autorenversammlung, der niederösterreichischen Autorenvereinigung Literaturkreis Podium und von Künstlerhaus, Gesellschaft bildender Künstlerinnen und Künstler Österreichs. Er lebt in Wien.

## Werke und Ausstellungen

### Bücher und Künstlerbücher
- 2020: Christian Katt. Podium Porträt 111, hg. von Erika Kronabitter, Podium, Wien. ISBN 978-3-902886-56-9
- 2015: lebend.maske – texte und bilder, Academic Publishers, Graz. ISBN 978-3-901519-33-8
- 2008: glücks.felle – texte und bilder, Academic Publishers, Graz. ISBN 978-3-901519-21-5
- 2000: eddying flux – künstlerbuch, Edition Galerie Stalzer, Wien.
- 1995: vom gehen in den städten – siebdruck mit lyrischen index, Edition Galerie Stalzer, Wien.

### Einzelausstellungen
- 2016: „airpoet’s aerie : Christian Loidl : Fotos von Christian Katt“, Hauptbücherei am Gürtel, Wien
- 2001: Galerie ars mobilis, Wien
- 1995: Galerie Edition Stalzer, Wien

### Ausstellungsbeteiligungen (Auswahl)
- 2019: Poesiegalerie, in den Räumen der IG Architektur, Wien
- 2016 30 Jahre Werkstatt Kunstsiebdruck/Edition Stalzer, Palais Breuner, Wien
- 2013 Galerie Judith Ortner/Ortner 2, Wien
- 2008 Leroy Neiman Center for Print Studies, New York
- 2007 NÖ Dokumentationszentrum für Moderne Kunst, St. Pölten
- 2000 5. Internationale Kunstbuchbiennale, Horn
- 1999 Haus der Kunst, München
- 1997 Editions of Art – Internationale Grafikausstellung, Innsbruck
- 1996 Graphic Studio Gallery, Dublin
- 1995 TextObjekt, Galerie Edition Stalzer, Wien
- 1995 Portfolio Kunst AG, Linz